# William Frederick Travers O'Connor
Pour les articles homonymes, voir O'Connor.

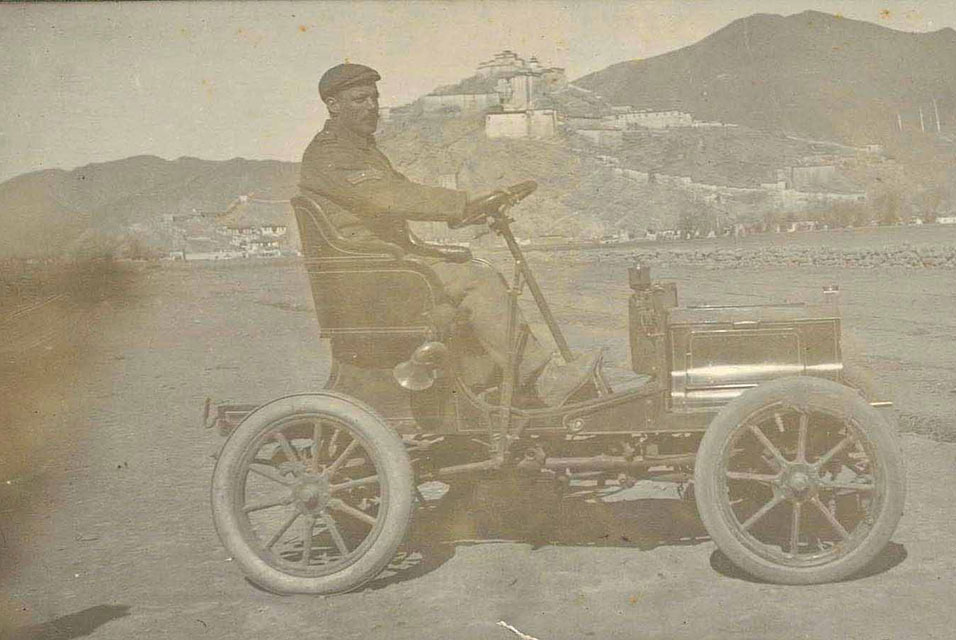
William Frederick Travers O'Connor sur sa Peugeot Bébé devant le dzong de Gyantsé en 1907

William Frederick Travers O'Connor (30 juillet 1870, Irlande - 14 décembre 1943) est un militaire (Capitaine, Lieutenant-Colonel), interprète, attaché commercial et écrivain britannique qui séjourna au Tibet au début du XXe siècle.

## Biographie

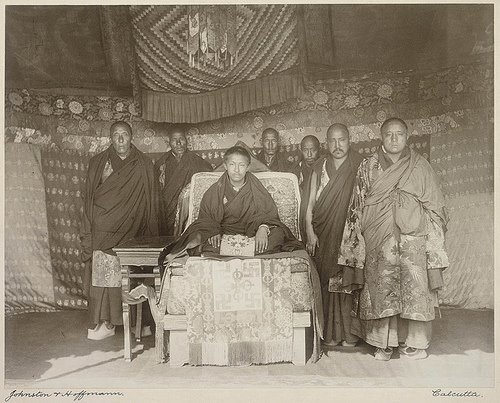
Le panchen-lama et son entourage à Calcutta en 1906

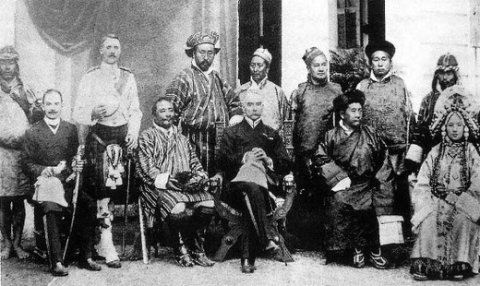
Ugyen Wangchuck, Thutob Namgyal et à Calcutta, 1906

Frederick O'Connor est né en 1870, de Matthew Weld O'Connor et Harriette Georgina O'Reilly. Il a été formé à la Charterhouse School et l'Académie royale militaire de Woolwich.
William Frederick Travers O'Connor servit dans la vallée de Swat et la campagne de Tirah entre 1897 et 1898, à Gilgit entre 1899-1903, avant d'être nommé interprète en langue tibétaine et secrétaire de la Commission des frontières du Tibet de Francis Younghusband entre 1903-1904.
William Frederick Travers O'Connor fut détaché du Département Politique du Gouvernement indien et nommé secrétaire et interprète de Francis Edward Younghusband durant l'invasion britannique au Tibet (1903-1904). Il resta à Gyantsé au Tibet quand les Britanniques se retirèrent de Lhassa, avec le titre d'agent commercial entre 1904 et 1908. Il fut le premier agent commercial britannique à Gyantsé.
Au cours de sa mandature au Tibet, O'Connor se lia d'amitié avec le 9e panchen-lama et l’amena à Calcutta en 1905 où ce dernier rencontra, début 1906, le vice-roi des Indes Gilbert Elliot-Murray-Kynynmound, le Chogyal du Sikkim Thutob Namgyal, et le futur roi du Bhoutan Ugyen Wangchuk. Le panchen-lama y rencontra également le prince de Galles et futur roi George et la reine Mary. Le capitaine O'Connor possédait une Peugeot Bébé, une des deux premières automobiles à avoir été acheminées à travers l'Himalaya au Tibet en 1907, l'autre étant une Laurin & Klement offerte par le gouvernement indien au panchen-lama. En raison de nombreux problèmes avec les agents chinois, O'Connor fut contraint à partir en 1908.
Il fut ensuite Consul britannique à Shiraz en Perse entre 1912 et 1915. Il est devenu par la suite le résident britannique au Népal entre 1918 et 1920.
Il est l'auteur de plusieurs ouvrages sur le Tibet, dont l'un, Report on Tibet, décrit avec une grande précision l'état des connaissances sur le Tibet en 1903.

## Distinctions
- Ordre de l'Étoile d'Inde, CSI
- Ordre de l'Empire des Indes, CIE
- Ordre royal de Victoria, 1922
- Knight Bachelor, 1925

## Publications
- Things mortal, 1940
- On the frontier and beyond: a record of thirty years' service, 1931
- Lhasa: an account of the country and people of Central Tibet (1905), avec Perceval Landon et Herbert James Walton,
- Folk Tales from Tibet with Illustrations by a Tibetan Artist and Some Verses from Tibetan Love Songs, 1906
- Report on Tibet, 1903